# Amidostomum acutum
Amidostomum acutum är en rundmaskart som beskrevs av Seurat 1918. Amidostomum acutum ingår i släktet Amidostomum och familjen Amidostomatidae. Inga underarter finns listade i Catalogue of Life.